# Красавица и Чудовище (фильм, 2014)
«Красавица и Чудовище» (фр. La belle & la bête) — французский фэнтезийный фильм 2014 года режиссёра Кристофа Гана. Фильм снят по мотивам сказки Жанны-Мари Лепренс Де Бомонт «Красавица и чудовище». В главных ролях сыграли Венсан Кассель и Леа Сейду. Мировая премьера фильма состоялась 12 февраля 2014 года, в России — 27 марта 2014 года.

## Сюжет
Разорившийся купец находит, казалось бы, заброшенный замок. Но хозяином этого замка оказывается чудовище, которое решает сделать купца пленником и отпускает его только на один день домой — попрощаться с родными. Тогда смелая девушка Белль, младшая дочка старика, отправляется в замок вместо отца. Чудовище сразу влюбляется в красавицу. Каждую ночь Белль навещают сны о прошлом замка, она узнает, что хозяин — заколдованный мужчина, который примет человеческое обличье, только найдя взаимную любовь, и постепенно начинает чувствовать к нему симпатию. Чудовище, чуть не убитое грабителями, покусившимися на драгоценности замка, услышав, что Белль любит его, превращается в принца; чары, окутывавшие замок и его обитателей, развеиваются. Эта победа положила начало новой счастливой жизни не только Белль и её возлюбленного, но и её семьи — отца, двух сестёр и трёх братьев.

## В ролях
| Актёр             | Роль       |
| ----------------- | ---------- |
| Леа Сейду         | Белль      |
| Венсан Кассель    | чудовище   |
| Андре Дюссолье    | отец Белль |
| Эдуардо Норьега   | Пердюкас   |
| Одри Лами         | Анна       |
| Жонатан Демурже   | Жан-Батист |
| Ивонн Каттерфельд | принцесса  |
| Мики Хардт        | Этьен      |
| Сара Жиродо       | Клотильда  |